# Poghausen
Poghausen ist ein Ort in der Gemeinde Uplengen im Landkreis Leer in Ostfriesland. Ortsvorsteherin ist Linda Hinrichs. Der Ort ist mit 415 Hektar Fläche die kleinste Ortschaft des Kirchspiels Uplengen.

## Geschichte
Poghausen ist ein altes Bauerndorf. Es wurde erstmals als Poggehausen in der „Beestbeschreibung Ambts Stickhausen Lengener Vogtey“ aus dem Jahr 1598 erwähnt. Zu dieser Zeit hatte Poghausen zehn Bauernhöfe mit einem Viehbestand von 16 Pferden, 26 Ochsen, 45 Kühen und 27 Kälbern.
Der Ausbau der Straße von Remels über Spols und Poghausen nach Ockenhausen wurde 1908 in Angriff genommen, jedoch erst 1926 abgeschlossen.
Im Jahre 1911 wurde in Poghausen eine Kornwindmühle erbaut, die den altostfriesischen Frauennamen Foline erhielt. Es handelt sich um einen Galerieholländer, der bis 1960 in Betrieb war. Die Mühle steht heute in Berlin im Deutschen Technikmuseum. Am 2. April 1913 erhielten die Dörfer Poghausen und Spols einen Schulbau mit angeschlossener
Lehrerwohnung. Die Schule befand sich in etwa auf halber Strecke zwischen Poghausen und Spols. Die Schule verfügte über eine angeschlossene Lehrerwohnung und war für etwa 70 Schüler eingerichtet. Ab 1916 war der aus Ditzum stammende Hermann Tempel, späterer Reichstagsabgeordneter der SPD, aushilfsweise in Poghausen als Lehrer tätig. Die Schule gehörte zunächst einem Schulverband an, bestehend aus den Lehreinrichtungen in Remels, Jübberde, Selverde und Klein-Remels sowie Poghausen/Spols. Ein eigener Schulverband wurde erst 1927 eingerichtet. Der Schulbetrieb dauerte bis 1967: In jenem Jahr wurde in Stapel eine Mittelpunktschule für das nördliche Uplengener Gemeindegebiet eingerichtet.
Während der Weimarer Republik wählten die Einwohner Poghausens und Spols', die zu einem Wahlbezirk zusammengefasst waren, zunächst mit großer Mehrheit liberal, bereits ab 1924 jedoch ebenso deutlich rechte bis rechtsextreme Parteien. Während die DDP bei der Wahl zur Deutschen Nationalversammlung 1919 noch 65 Prozent erhielt und die anderen Parteien deutlich hinter sich ließ (DNVP: 18,5 Prozent, DVP 10,7 Prozent und SPD 5,8 Prozent), hatte sich das Bild bei der Reichstagswahl im Dezember 1924 grundlegend gewandelt: Die DNVP siegte mit 83,6 Prozent. Bei der Reichstagswahl 1930 erzielte die NSDAP mit 39 Prozent bereits die meisten Stimmen vor der DNVP mit 37,3 Prozent. Drittstärkste Kraft wurde mit 13,6 Prozent der protestantisch-konservative Christlich-Soziale Volksdienst. Die Wahlen im Juli 1932 schließlich erbrachten für die NSDAP 91,6 Prozent der Stimmen, alle anderen Stimmen entfielen auf die DNVP, so dass insgesamt 100 Prozent der Einwohner eine nationalkonservative oder faschistische Partei wählten.
Gemeinsam mit dem Nachbarort Spols gründeten die Poghauser 1937 eine Freiwillige Feuerwehr. 1938 wurde in Poghausen eine Polizeistation („Gendarmeriegehöft“) errichtet, die mit 56 Quadratkilometern das damals größte Gebiet einer Polizeistation in Ostfriesland zu betreuen hatte. Neben dem Sitz war die Station auch für die Orte Spols, Neudorf, Stapel, Neufirrel, Oltmannsfehn, Ockenhausen, Meinersfehn und Stapelermoor zuständig. Die Station hatte bis 1969 Bestand.
Im Gegensatz zum restlichen Ostfriesland war die CDU im Landkreis Leer nach dem Zweiten Weltkrieg bereits sehr frühzeitig organisiert und erzielte dort die besten Ergebnisse innerhalb der Region, während Ostfriesland in seiner Gesamtheit eine klassische SPD-Hochburg ist. Bereits bei der Bundestagswahl 1949 gewannen die Christdemokraten mit absoluter Mehrheit und gaben sie bei den folgenden Wahlen auch nicht ab. Das Rekordergebnis wurde bei der Bundestagswahl 1957 mit 82,4 Prozent erzielt. Auch bei der „Willy-Brandt-Wahl“ 1972, die der SPD in Ostfriesland ein Rekordergebnis und das Eindringen in manche vorherige CDU-Bastion erbrachte, blieb das Gemeindegebiet ein Rückhalt für die CDU. Lediglich bei der Bundestagswahl 1998, bei der Gerhard Schröder für die SPD antrat, lagen die Sozialdemokraten in Poghausen mit 45,9 Prozent vorne. Bei der Bundestagswahl 2005 gewann wiederum die CDU mit 49 Prozent deutlich vor der SPD (31,4 Prozent).
Der Ort wuchs vor allem durch die Aufnahme von Vertriebenen aus den ehemaligen Ostgebieten des Deutschen Reiches beträchtlich. Sie stellten 1946 98 der insgesamt 330 Einwohner. Dies entsprach einem Anteil von 29,7 Prozent. Der Anteil sank bis 1950 deutlich auf 28,3 Prozent (93 von 329 Einwohnern).
Am 1. Januar 1973 wurde Poghausen in die neue Gemeinde Uplengen eingegliedert.
| Jahr | Einwohnerzahl |
| ---- | ------------- |
| 1821 | 78            |
| 1848 | 83            |
| 1871 | 93            |
| 1885 | 97            |
| 1905 | 104           |
| 1925 | 146           |

| Jahr | Einwohnerzahl |
| ---- | ------------- |
| 1933 | 180           |
| 1939 | 203           |
| 1946 | 330           |
| 1950 | 329           |
| 1961 | 256           |
| 1970 | 239           |